# Polyommatus gooraisica
Polyommatus gooraisica är en fjärilsart som beskrevs av Robert Christopher Tytler 1927. Polyommatus gooraisica ingår i släktet Polyommatus och familjen juvelvingar. Inga underarter finns listade i Catalogue of Life.